# الیگیوس فرومنتن
الیگیوس فرومنتن (به انگلیسی: Eligius Fromentin) سناتور سابق عضو حزب دموکرات-جمهوری‌خواه بود. وی در سال ۱۸۱۳ تا ۱۸۱۹ میلادی سناتور ایالت لوئیزیانا در سنای ایالات متحده آمریکا بود.